# Heinz Roch
Heinz Roch (Essen, 17 gennaio 1905 – Trondheim, 10 maggio 1945) è stato un generale e poliziotto tedesco, SS-Oberführer e SS- und Polizeiführer (SSPF) in Crimea, nel distretto di Bialystok e nella Norvegia settentrionale durante la seconda guerra mondiale. Morì suicida alla fine della guerra.

## Biografia
Nacque a Essen, figlio di un operaio, studiò in una scuola professionale. Svolse diversi lavori nel campo dell'agricoltura, della silvicoltura, dell'industria manifatturiera e dell'estrazione mineraria; dal 1928 al 1931 lavorò presso una concessionaria di automobili. Si unì al partito nazista nel 1922 e in seguito ricevette il distintivo d'oro del partito. Nel 1923 fu arrestato dalle autorità francesi con l'accusa di agitazione politica e sabotaggio in opposizione all'occupazione della Ruhr. Fu brevemente imprigionato e rilasciato grazie ad un'amnistia. Durante il periodo in cui il partito nazista fu messo fuori legge fece parte dell'organizzazione "Frontbann". Nel maggio 1926 si unì al corpo Sturmabteilung e poi si iscrisse al Partito rifondato il 19 giugno 1926 (nº 34.475).

### Carriera
Lasciò le SA e si unì alle SS il 1º agosto 1930 (nº 2.883). Nominato ufficiale nell'agosto 1931, guidò alcune formazioni di compagnie e battaglioni delle SS prima di prendere il comando del 25° SS-Standarte a Essen dal luglio 1932 al dicembre 1933, venendo promosso a SS-Standartenführer nel novembre 1932. Continuò a comandare la 46ª SS-Standarte a Dresda (dal dicembre 1933 ad aprile 1934) e la 7ª SS-Standarte a Plauen (da aprile a maggio 1934). Fu promosso a SS-Oberführer e assunse il prestigioso incarico di comandante dello SS-Abschnitt I a Monaco di Baviera dove rimase fino al 15 marzo 1936, quando guidò per breve tempo lo SS-Abschnitt XXXII ad Augusta prima di passare al comando della 18ª SS-Standarte a Königsberg nel periodo dal 1º aprile 1936 al 1º marzo 1937. Il suo incarico successivo fu nuovamente un comando a livello distrettuale presso lo SS-Abschnitt XXII, con sede ad Allenstein, incarico che mantenne durante tutta la sua carriera.
In questi anni fu attivo anche come politico, eletto nel 1933 nel Landtag di Prussia fino al suo scioglimento l'anno successivo. In quel periodo prestò servizio anche nel parlamento provinciale della regione del Reno. Poi, nel novembre 1933, fu eletto al Reichstag nella circoscrizione elettorale 23 Düsseldorf-Ovest, dove rimase per un mandato fino alle successive elezioni del marzo 1936.

## Seconda guerra mondiale
Dopo lo scoppio della seconda guerra mondiale, si unì alle Waffen-SS come SS-Untersturmführer di riserva e prese parte alla campagna di Francia nella 3. SS-Panzerdivision "Totenkopf". Fu promosso a SS-Obersturmführer nella 1. SS-Panzer-Division "Leibstandarte SS Adolf Hitler" il 1º settembre 1941. Lasciò le Waffen-SS nel gennaio 1942 e fu assegnato all'ufficio dello SS-Obergruppenführer Erich von dem Bach-Zelewski, Höhere SS- und Polizeiführer "Russland-Mitte". Fu incaricato della sicurezza per la costruzione della Durchgangsstrasse IV, la principale strada di rifornimento militare che si estendeva dal Governatorato Generale attraverso il Reichskommissariat Ukraine fino a Rostov. Fu promosso Oberst di Polizia nell'aprile 1942 e nominato Ispettore del progetto fino al febbraio 1943, tra i suoi compiti era prevista la protezione della strada dagli attacchi della resistenza locale.
Il 3 marzo 1943 Roch fu nominato capo ad interim delle SS e della polizia (SSPF) "Taurien-Krim-Simferopol", servendo come vice dello SS-Gruppenführer Ludolf von Alvensleben fino al 6 ottobre e poi come sostituto permanente fino al 25 dicembre 1943. Inoltre, dal maggio 1943 al maggio 1944 fu comandante del Sicherheitspolizei (SiPo) e del Sicherheitsdienst a Simferopoli, ultimo comandante della guarnigione in città. Fu quindi assegnato fino alla metà di luglio 1944 all'ufficio dello SS-Obergruppenführer Hans-Adolf Prützmann, Höchste SS- und Polizeiführer (HöSSPF) in Ucraina. Dal 18 luglio al 22 ottobre 1944 fu trasferito per diventare l'ultimo SSPF del Bezirk Bialystok prima dell'invasione dell'Armata Rossa. Il suo ultimo incarico in tempo di guerra fu come SSPF "Nord Norwegen" dal 21 novembre 1944 alla fine della guerra in Europa, l'8 maggio 1945. Prima di essere catturato, si suicidò a Trondheim il 10 maggio 1945.